# Kilimandžaro
Kilimandžáro je najvišja gora v Afriki. Leži v severovzhodni Tanzaniji, južno od meje s Kenijo. Najvišja točka gore je Uhuru Peak (5895 m) na robu kraterja ognjenika Kibo. Dva druga vrhova sta ugasla ognjenika: Mawensi (5149 m), ki je za Mount Kenyo tretja najvišja gora v Afriki, ter Shira (3962 m). Ime gore v svahiliju pomeni »bleščeča se gora«. Od Evropejcev se je 6. oktobra leta 1889 na vrh prvi povzpel Dr. Hans Meyer.
Vzpon na Uhuru Peak ni tehnično zahteven, vendar pa zaradi potrebne aklimatizacije in izogibanja višinski bolezni zahteva dovolj časa. Po treh najlažjih dostopih, imenovanih Marangu, Rongai in Machame, lahko vrh osvoji vsaka zdrava oseba, saj vzpon ne zahteva alpinističnega znanja. Druge poti, kot denimo Poljski ledenik ali Zahodna veja, zahtevajo več tehničnega znanja. Ocenjujejo, da se letno poskusi vzpeti na vrh okoli 15.000 ljudi, od katerih jih približno 40 odstotkov vrh tudi doseže. Vzpon na Mawensi je tehnično dosti zahtevnejši in zahteva plezanje po skalah ter ledu ali snegu.
Zaradi svoje specifične lege blizu ekvatorja ter svoje višine prečkajo pohodniki ob vzponu na vrh večino podnebnih pasov.
Ob vznožju Kilimandžara živi pleme Wachagga.

## Toponim
Izvor imena Kilimandžaro ni znan, obstaja pa več teorij. Evropski raziskovalci so to ime sprejeli do leta 1860 in poročali, da je bilo Kilimandžaro ime gore Kiswahili. V izdaji The Nuttall Encyclopædia iz leta 1907 je zapisano tudi ime gore kot Kilima-Njaro.
Johann Ludwig Krapf je leta 1860 zapisal, da so Svahili ob obali imenovali goro Kilimanjaro. Čeprav ni ponudil nobene podpore, je trdil, da Kilimanjaro pomeni goro veličine ali goro karavan. Pod zadnjim pomenom je kilima pomenila goro, jaro pa karavane. Jim Thompson je leta 1885 trdil, spet brez podpore, da se izraz Kilima-Njaro na splošno razume kot goro (kilima) veličine (njaro). Predlagal je tudi, "čeprav ni verjetno, da bi to pomenilo" belo goro.
Njaro je starodavna kiswahili beseda za sijaj. Podobno je Krapf zapisal, da je poglavar ljudstva Wakamba, ki ga je obiskal leta 1849, »bil v Jaggi in je videl Kima jajeu, goro beline, ime, ki so ga Wakamba dali Kilimandžaru...«. Bolj pravilno v jeziku Kikamba bi bilo to kiima kyeu, in ta možna izpeljava je bila priljubljena pri več preiskovalcih.
Drugi so domnevali, da je kilima v kiswahiliju za goro. Težava s to domnevo je, da kilima dejansko pomeni hrib in je zato pomanjševalnica mlima, pravilne besede v kiswahiliju za goro. Vendar je »[i] možno ... da je zgodnji evropski obiskovalec, čigar znanje [kiswahili] ni bilo obsežno, spremenil mlima v kilima po analogiji z dvema imenoma Wachagga: Kibo in Kimawenzi.« Drugačen pristop je domneva, da kilemanski del Kilimanjara izvira iz Kichagga kileme, kar pomeni tisto, kar premaga, ali kilelema, kar pomeni tisto, kar je postalo težko ali nemogoče. Del jaro bi »tedaj izhajal iz njaare, ptica; ali, po drugih informatorjih, leopard; ali, morda iz jyaro, karavana«. Glede na to, da ime Kilimanjaro ni bilo nikoli aktualno med ljudstvom Wachagga, je možno, da je ime izpeljano iz Wachagga, ki pravi, da je gora neprelezljiva, kilemanjaare ali kilemajyaro, nosači pa so si to napačno razlagali kot ime gore.
V 1880-ih je gora postala del Nemške vzhodne Afrike in se je v nemščini imenovala Kilima-Ndscharo po komponentah imena Kiswahili. 6. oktobra 1889 je Hans Meyer dosegel najvišji vrh na grebenu kraterja Kibo. Poimenoval ga je Kaiser-Wilhelm-Spitze. To ime je bilo uporabljeno, dokler ni bila leta 1964 ustanovljena Tanzanija, ko je bil vrh preimenovan v Uhuru Peak, kar pomeni Vrh svobode v Kiswahili.

## Geologija in fizične značilnosti
Kilimandžaro sodi med velike stratovulkane. Sestavljajo ga trije značilni vulkanski stožci; Kibo, ki je najvišji vrh; Mawenzi, ki doseže nadmorsko višino 5149 m in Shira, ki doseže višino 4005 m. Mawenzi in Shira sta ugasla stožca, Kibo pa je speči vulkan, ki bi lahko ponovno izbruhnil. V kraterju so namreč dejavne fumarole, znanstveniki pa so leta 2003 ocenili, da je raztaljena lava vsega 400 m pod površjem kraterja. Čeprav ni ohranjenih pisnih virov o preteklih izbruhih, naj bi se po krajevnem ustnem izročilu zadnji zgodil pred 150-200 leti. Nove ognjeniške dejavnosti v kratkem ne pričakujejo, obstajajo pa bojazni, da bi se ognjenik utegnil sesesti, kar bi povzročilo eksploziven izbruh, podoben tistemu na Sveti Heleni. Manjša sesedanja in zemeljski plazovi so na Kibu v preteklosti že opazili, eden od njih je ustvaril področje, zdaj znano kot »zahodna veja«.
Uhuru Peak je najvišja točka Kiba. Tanzania National Parks Authority in UNESCO navajata višino 5895 m. Podatke obe agenciji črpata iz britanskih raziskav Kilimandžara iz leta 1952. Novejše meritve so najvišjo točko postavile na nadmorsko višino 5892 m (leta 1999), 5891 m (leta 2008) in 5888 m (leta 2014).

### Vulkanologija
Vulkanska notranjost Kilimandžara je slabo poznana, ker ni bilo nobene pomembne erozije, ki bi razkrila magmatske plasti, ki sestavljajo strukturo vulkana.
Eruptivna dejavnost v središču Shira se je začela pred približno 2,5 milijona let, zadnja pomembna faza pa se je zgodila pred približno 1,9 milijona let, tik preden se je severni del zgradbe porušil. Shra je na vrhu široka planota na 3800 metrih, ki je lahko napolnjena kaldera. Preostali rob kaldere je bil zaradi erozije globoko degradiran. Preden je nastala kaldera in se je začela erozija, je bila Shira morda visoka med 4900 in 5200 m. Večinoma je sestavljena iz osnovnih lav, z nekaj piroklastov. Nastanek kaldere je spremljala lava, ki je izhajala iz obročastih razpok, vendar ni bilo obsežne eksplozivne dejavnosti. Nato sta nastala dva stožca, fonolitni na severozahodnem koncu grebena in diabazni Platzkegel v središču kaldere.
Tako Mawenzi kot Kibo sta začela bruhati pred približno 1 milijonom let. Ločena sta s planoto Saddle na 4400 metrih nadmorske višine.
Najmlajše datirane kamnine v Mawenziju so stare približno 448.000 let. Mawenzi tvori greben v obliki podkve z vrhovi in grebeni, ki se odpirajo proti severovzhodu, s stolpasto obliko, ki je posledica globoke erozije in roja mafičnih dajkov. V obroč je vrezano več velikih krnic. Največji od njih leži na vrhu soteske Great Barranco. Pomembna sta tudi vzhodni in zahodni Barrancos na severovzhodni strani gore. Večina vzhodne strani gore je bila odstranjena z erozijo. Mawenzi ima hčerinski vrh, Neumannov stolp, 4425 metrov.
Kibo je največji stožec na gori in je širok več kot 24 km na nadmorski višini platoja Saddle. Zadnja dejavnost tukaj, datirana pred 150.000–200.000 leti, je ustvarila trenutni krater na vrhu Kibo. Kibo ima v svojem kraterju še vedno fumarole, ki oddajajo plin. Kibo pokriva skoraj simetričen stožec s pečinami, ki se dvigajo od 180 do 200 metrov na južni strani. Te pečine opredeljujejo 2,5 kilometra široko kaldero, ki je nastala zaradi propada vrha.
Znotraj te kaldere je notranji stožec, znotraj kraterja notranjega stožca pa je krater Reusch, ki ga je vlada Tanganjike leta 1954 poimenovala po Gustavu Ottu Richardu Reuschu, ko se je 25. povzpel na goro (od 65 poskusov v njegovem življenju). Pepelnica, globoka 350 metrov, leži znotraj kraterja Reusch. Pred približno 100.000 leti se je del roba Kibovega kraterja porušil, kar je ustvarilo območje, znano kot Western Breach in Great Barranco.
Skoraj neprekinjena plast lave je pokopala večino starejših geoloških značilnosti, z izjemo izpostavljenih plasti znotraj Great West Notch in Kibo Barranco. Prvi razkriva vdore sienita. Kibo ima pet glavnih formacij lave:
- Fonotefriti in tefrifonoliti iz skupine Lava Tower, na nasipu, ki se razteza na 4600 metrih, datira pred 482.000 leti.
- Tefrifonolitne do fonolitne lave, »za katere so značilni rombi mega-fenokristov natrijevih feldsparjev« iz skupine Rhomb Porphyry, datirani pred 460.000–360.000 leti.
- Afirske fonolitne lave, »običajno podložene z bazalnimi obsidijanskimi obzorji«, skupine Lent, datirane pred 359.000–337.000 leti
- Porfirni tefrifonolit do fonolitne lave iz skupine Caldera Rim, datiran v 274.000–170.000 leti
- Fonolitni lavni tok s fenokristi egirina iz skupine Notranji krater, ki predstavlja zadnjo vulkansko aktivnost na Kibu

Kibo ima na severozahodnem in jugovzhodnem boku več kot 250 parazitskih stožcev, ki so nastali pred 150.000 in 200.000 leti in so izbruhnili pikrobazalte, trahibazalte, ankaramite in bazanite. Na jugovzhodu segajo do jezera Chala in Taveta ter na severozahodu do ravnice Lengurumani. Večina teh stožcev je dobro ohranjenih, z izjemo stožcev Saddle planote, ki so bili močno prizadeti zaradi ledeniškega delovanja. Kljub večinoma majhni velikosti je lava iz stožcev zakrila velike dele gore. Stožci planote so večinoma pepelasti stožci s končnim izlivom lave, medtem ko stožci zgornjega območja Rombo večinoma ustvarjajo tokove lave. Vsi stožci Saddle planote so bili pred zadnjo poledenitev.
Po poročilih, zbranih v 19. stoletju od Masajev, je bilo jezero Chala na vzhodnem boku Kiba mesto vasi, ki jo je uničil izbruh.

### Ledeniki
Kibojev izginjajoč ledeni pokrov obstaja, ker je Kilimandžaro malo razrezana, masivna gora, ki se dviga nad snežno mejo. Klobuk je razgiban in se na robovih razcepi na posamezne ledenike. Osrednji del ledene kape je prekinjen s prisotnostjo kraterja Kibo.  Vršni ledeniki in ledena polja ne kažejo znatnih horizontalnih premikov, ker njihova majhna debelina preprečuje večje deformacije.
Geološki dokazi kažejo pet zaporednih ledeniških epizod v kvartarnem obdobju, in sicer prvo (500.000 pred sedanjostjo), drugo (pred več kot 360.000 leti do 240.000 pred sedanjostjo), tretjo (150.000 do 120.000 pred sedanjostjo), četrto (znano kot glavna) (20.000 do 17.000 pred sedanjostjo) in Mala (16.000 do 14.000 pred sedanjostjo). Tretja je bila morda najobsežnejša, Mala pa se zdi, da se statistično ne razlikuje od četrte.
Neprekinjen ledeni pokrov, ki pokriva približno 400 kvadratnih kilometrov do nadmorske višine 3200 metrov, je pokrival Kilimandžaro med zadnjim ledeniškim maksimumom v pleistocenski dobi (glavna ledeniška epizoda), ki se razteza čez vrhove Kiba in Mawenzija. Zaradi izjemno dolgotrajnih suhih razmer med kasnejšim stadijem Younger Dryas so ledena polja na Kilimandžaru morda izumrla okoli 11.500 let pred našim štetjem. Ledena jedra, vzeta s severnega ledenega polja Kilimandžara (NIF), kažejo, da imajo tamkajšnji ledeniki bazalno starost približno 11.700 let, čeprav analiza ledu, odvzetega leta 2011 iz izpostavljenih navpičnih pečin, podpira starost, ki sega le do 800 let pred sedanjostjo. Višje količine padavin na začetku holocenske epohe (11.500 let pred našim štetjem) so omogočile reformo ledene kape. Ledeniki so preživeli razširjeno sušo v obdobju treh stoletij, ki se je začelo okoli 4000 let pred našim štetjem.
V poznih 1880-ih je bil vrh Kibo v celoti pokrit z ledeno kapo, ki je obsegala približno 20 kvadratnih kilometrov z izstopnimi ledeniki, ki so se spuščali po zahodnih in južnih pobočjih in razen notranjega stožca je bila celotna kaldera pokopana. Ledeniški led je tekel tudi skozi Western Breach. Ledeniki na pobočju so se med letoma 1912 in 1953 hitro umikali kot odgovor na nenaden premik podnebja ob koncu 19. stoletja. Njihovo nadaljnje propadanje kaže, da še vedno niso v ravnovesju kot odgovor na nenehne spremembe podnebja v zadnjem stoletju.
V nasprotju z obstojnimi ledeniki na pobočju so se ledeniki na planoti kraterja Kilimandžara pojavljali in izginjali večkrat v holocenski dobi, pri čemer je vsak cikel trajal nekaj sto let.  Zdi se, da je zmanjševanje specifične vlažnosti namesto temperaturnih sprememb povzročilo krčenje ledenikov na pobočju od poznega 19. stoletja. Med letoma 1948 in 2005 ni bilo jasnega trenda segrevanja na nadmorski višini teh ledenikov. Čeprav so temperature zraka na tej nadmorski višini vedno pod lediščem, sončno sevanje povzroča taljenje na navpičnih površinah. Navpične stene ledenikov so edinstvena značilnost vršnih ledenikov in glavno mesto krčenja ledenikov. Kažejo stratifikacije, talitev in druge značilnosti ledu. Ledeniki Kilimandžara so bili uporabljeni za pridobivanje zapisov o ledenih jedrih, vključno z dvema z južnega ledenega polja. Na podlagi teh podatkov je to ledeno polje nastalo med letoma 1250 in 1450 leti pred našim štetjem.
Skoraj 85 odstotkov ledene odeje na Kilimandžaru je izginilo med oktobrom 1912 in junijem 2011, pokritost pa se je zmanjšala z 11,40 kvadratnih kilometrov na 1,76 kvadratnih kilometrov. Povprečna letna izguba za obdobje od 1953 do 1989 je bila 1,4 odstotka, medtem ko je bila izguba v letih 1989 do 2007 2,5 odstotka. Od ledene odeje, ki je bila še vedno prisotna leta 2000, je skoraj 40 odstotkov izginilo do leta 2011.   Ledni plezalec Will Gadd je opazil razlike med svojimi vzponi v letih 2014 in 2020. Ledeniki se redčijo, poleg tega izgubljajo površinsko pokritost in nimajo aktivnih akumulacijskih con; umik se pojavi na vseh ledeniških površinah. Izguba mase ledenika je posledica taljenja in sublimacije. Medtem ko se zdi, da je trenutno krčenje in redčenje ledenih polj Kilimandžara edinstveno v njegovi skoraj dvanajst tisočletni zgodovini, je sočasno z razširjenim umikom ledenikov v srednjih do nizkih zemljepisnih širinah po vsem svetu. Leta 2013 je bilo ocenjeno, da bo ob trenutni stopnji globalnega segrevanja večina ledu na Kilimandžaru izginila do leta 2040 in »je zelo malo verjetno, da bo kakšno ledeno telo ostalo po letu 2060«.
Popolno izginotje ledu bi bilo za vodni proračun območja okoli gore le »zanemarljivega pomena«. Gozdovi Kilimandžara, daleč pod ledenimi polji, so »bistveni rezervoarji vode za lokalno in regionalno prebivalstvo«.

### Porečje
Kilimandžaro odmaka mreža rek in potokov, zlasti na bolj mokri in močneje erodirani južni strani in zlasti nad 1200 metri. Pod to nadmorsko višino povečano izhlapevanje in človeška poraba vode zmanjšata pretok vode. Reki Lumi in Pangani odmakata Kilimandžaro na vzhodni in južni strani.

## Živalstvo in rastlinstvo

### Živalstvo
Velike živali so na Kilimandžaru redke in pogostejše v gozdovih in nižjih delih gore. Sloni in kafrski bivoli so med živalmi, ki so lahko potencialno nevarne za pohodnike. Poročali so tudi o kameleonih, antilopah Tragelaphus scriptus, dik-dikih, duikersih, mungosih, medosesih in svinjah bradavičarkah. Na planoti Shira so občasno opazili zebre, leoparde in hijene. Posebne vrste, povezane z goro, so kilimandžarska rovka (Crocidura monax)  in kameleon Kinyongia tavetana.

### Rastlinstvo
Naravni gozdovi pokrivajo približno 1000 kvadratnih kilometrov na Kilimandžaru. V predgorju se gojijo koruza, fižol, sončnice in na zahodni strani pšenica. Obstajajo ostanki nekdanje savanske vegetacije z akacijami, kombretumom, terminalalijo in grevijo. Med 1000 metri in 1800 metri se pojavlja kava kot del kmetijskega gozdarstva Chagga home gardens. Domača vegetacija na tem višinskem območju (Strombosia, Newtonia in Entandrophragma) je omejena na nedostopne doline in soteske  in se razlikuje od vegetacije na višjih nadmorskih višinah. Na južnem pobočju gorski gozdovi najprej vsebujejo Ocotea usambarensis ter praproti in epifite; višje v oblačnih gozdovih rastejo Podocarpus latifolius, Hagenia abyssinica in Erica excelsa ter mahovi, odvisni od megle. Na bolj suhih severnih pobočjih oljka, Croton-Calodendrum, Cassipourea in Juniperus tvorijo gozdove po naraščajočem višinskem vrstnem redu. Med 3100 in 3900 metri ležijo Erica in resava, ki ji sledi Helichrysum, do 4500 metrov. Opazili so neofite, vključno z Poa annua.
Zapisi iz kraterja Maundi na 2780 metrih kažejo, da se je vegetacija Kilimandžara skozi čas spreminjala. Gozdna vegetacija se je med zadnjim ledeniškim maksimumom umaknila in pas erkaste vegetacije se je med 42.000 in 30.000 leti znižal za 1500 metrov zaradi suhih in hladnejših razmer.

## Podnebje
Na podnebje Kilimandžara vplivata višina gore, ki omogoča hkratni vpliv ekvatorialnih pasatov in visokogorskih anti pasatov, ter izolirana lega gore. Kilimandžaro ima dnevne vetrove gornike in dolnike, ki so močnejši na južni kot na severni strani gore. Ravnejša južna boka so bolj razširjena in močneje vplivajo na ozračje.
Kilimandžaro ima dve različni deževni sezoni, eno od marca do maja in drugo okoli novembra. Severna pobočja prejmejo veliko manj padavin kot južna. Spodnje južno pobočje prejme 800 do 900 milimetrov letno, naraste na 1500 do 2000 milimetrov na 1500 metrih nadmorske višine in doseže vrh "delno več kot" 3000 mm v gozdnem pasu na 2000 do 2300 metrih. V alpskem pasu se letna količina padavin zmanjša na 200 milimetrov.
Povprečna temperatura na območju vrha je približno −7 °C. Nočne površinske temperature na severnem ledenem polju (NIF) padejo v povprečju na −9 °C, s povprečno najvišjo dnevno temperaturo −4 °C. Med nočnim ekstremnim sevalnim hlajenjem se lahko NIF ohladi na –15 do –27 °C.
Sneženje se lahko pojavi kadar koli v letu, vendar je večinoma povezano z dvema deževnima sezonama v severni Tanzaniji. Padavine na območju vrha se pojavljajo predvsem v obliki snega in sodre od 250 do 500 milimetrov na leto.

### Klimatske cone
- Grmičevje / spodnja pobočja:, 800 m – 1800 m;
- Deževni gozd: 1800 m – 2800 m;
- Resava / barje: 2800 m – 4000 m;
- Alpska puščava: 4000 m – 5000 m;
- Arktika: 5000 m – 5895 m.

## Turizem
Narodni park Kilimandžaro je leta 2013 ustvaril 51 milijonov ameriških dolarjev prihodkov,  drugi med vsemi tanzanijskimi nacionalnimi parki. Uprava za nacionalne parke Tanzanije je poročala, da je park zabeležil 57.456 turistov v proračunu za leto 2011–12. leto, od tega jih je 16.425 hodilo na goro; splošni načrt upravljanja parka določa letno zmogljivost 28.470. Planinski pohodniki so leta 2007 ustvarili neredne in sezonske zaposlitve za približno 11.000 vodnikov, nosačev in kuharjev.  Pojavljajo se pomisleki glede njihovih slabih delovnih pogojev in neustreznih plač teh delavcev. Zaradi priljubljenosti narodnega parka Kilimandžaro kot destinacije je tanzanijska vlada vlagala v cestno infrastrukturo, da bi dosegla cilje izboljšati dostopnost. V Tanzaniji mednarodno letališče Kilimanjaro služi tudi kot pomembno prometno središče.
Obstaja sedem uradnih pohodniških poti, po katerih se lahko vzpne in spusti na Kilimandžaru: Lemosho, Lemosho Western-Breach, Machame, Marangu, Mweka, Rongai, Shira in Umbwe. Pot Machame je mogoče dokončati v šestih ali sedmih dneh, Lemosho v šestih do osmih, smeri Northern Circuit pa v sedmih ali več dneh. Pot Lemosho se lahko nadaljuje tudi preko Western-Breach-a, ki se vzpenja preko zahodne strani gore. Western-Breach je bolj osamljena in se izogiba 6-urnemu polnočnemu vzponu na vrh (kot druge poti). Rongai je najlažja pot za kampiranje. Marangu je tudi razmeroma enostavna, a je pogosto zasedena; namestitev je v skupnih kočah. Pot Lemosho Western-Breach se začne na zahodni strani Kilimandžara pri Lemoshu in se nadaljuje do vrha po poti Western-Breach.

## V popularni kulturi
- The Snows of Kilimanjaro je Hemingwayeva kratka zgodba iz leta 1936, ki se sklicuje na Kilimandžaro. Zgodba je bila leta 1952 prirejena v film.
- Under Kilimanjaro je neumetniški roman (fikcionalizirani spomini) Ernesta Hemingwaya o njegovih potovanjih po regiji.
- Sia Lives on Kilimanjaro je otroška knjiga iz leta 1958 avtorice Astrid Lindgren.
- Kilimandžaro je predstavljen v izvirnem Lion Kingu, njegovem nadaljevanju in ponovnem zagonu.
- Kilimandžaro je bil soimenjak za safarije v Disneyjevem Animal Kingdom.
- Kilimandžaro se je pojavil v japonski seriji Kimba the White Lion.
- Kilimandžaro se je pojavil blizu Megatronovega tabora v franšizi Transformers: Dark of the Moon.
- Kilimandžaro je bil predstavljen v BBC-jevih dokumentarnih filmih, vključno z Wild Africa in Planet Earth.
- Kilimandžaro je bil v epizodi animirarega filma Phineas & Ferb, v kateri dva lika trčita na goro Kilimandžaro.